# سیارک ۱۲۰۳۴۹
سیارک ۱۲۰۳۴۹ (به انگلیسی: 120349 Kalas، نامگذاری:2004XC42) صد و بیست هزار و سیصد و چهل و نهمین سیارک کشف شده‌است که در ۱۲ دسامبر ۲۰۰۴ کشف شد.